# 莫勒山
71°38′S 163°45′E / 71.633°S 163.750°E
莫勒山（英語：Molar Massif）是南極洲的山峰，位於維多利亞地的彭內爾海岸，處於蘭特曼山脈以東，屬於鮑爾斯山脈的一部分，美國地質調查局根據測量和該國海軍的空中照片繪入地圖。